# Chattancourt
Chattancourt ist eine französische Gemeinde im Département Meuse, in der Region Grand Est.
Benachbarte Gemeinden sind Cumières-le-Mort-Homme, Champneuville, Marre, Montzéville und Esnes-en-Argonne.

## Bevölkerungsentwicklung
| Jahr      | 1962 | 1968 | 1975 | 1982 | 1990 | 1999 | 2010 | 2019 |
| Einwohner | 237  | 182  | 164  | 152  | 163  | 180  | 168  | 179  |

## Sehenswürdigkeiten
- Kirche St. Nikolaus, in der ersten Hälfte des 15. Jahrhunderts errichtet und im Jahr 1929 (nach der Zerstörung im Ersten Weltkrieg) wieder aufgebaut
- Statue der Heiligen Jungfrau in der Nähe der Kirche
- Kriegerdenkmal und Soldatenfriedhof für die auf dem Le Mort Homme gefallenen französischen Soldaten und kleines Museum zur Erinnerung an den 1. WK mit nachgebauten Schützengräben

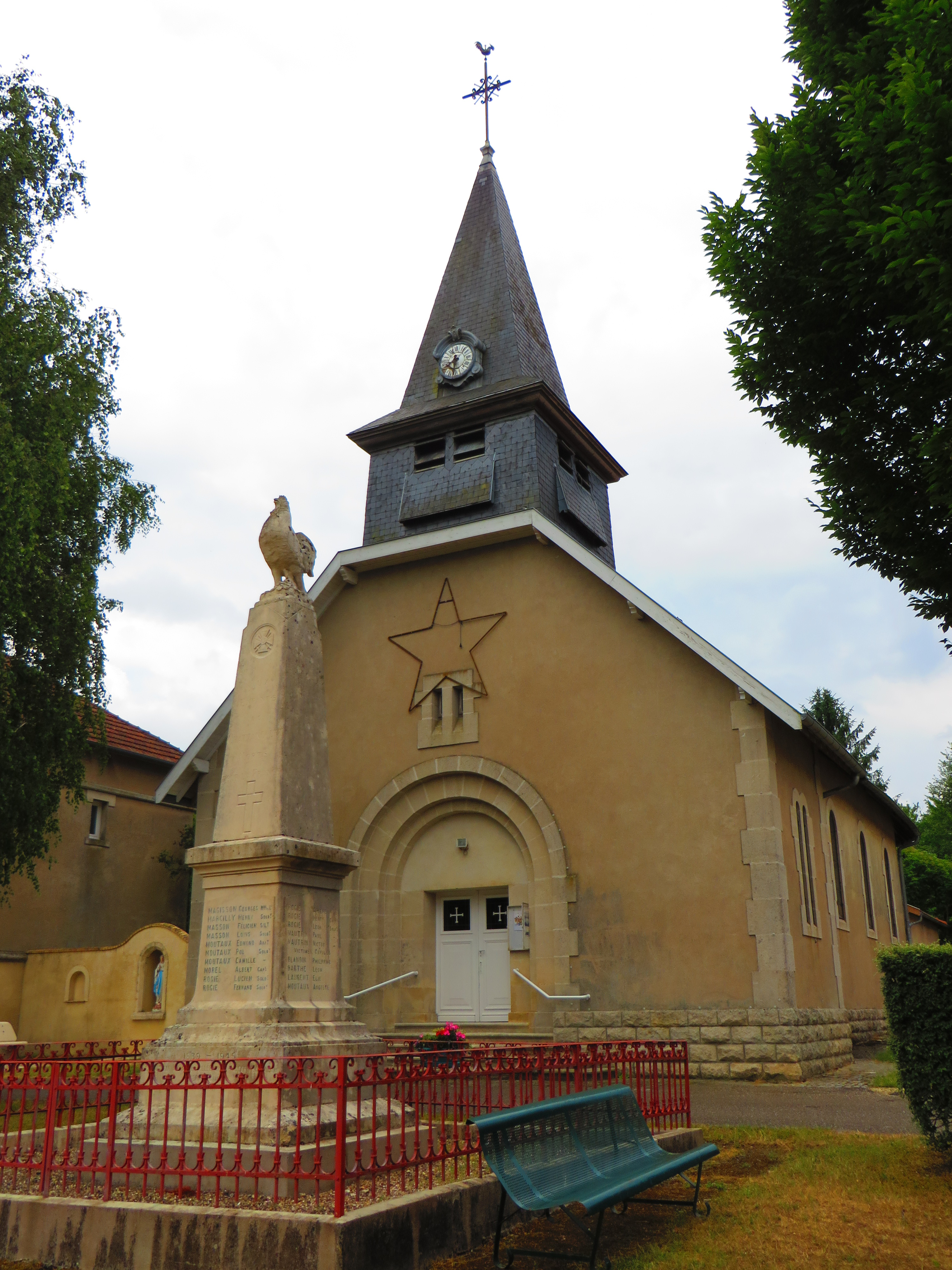
Kirche St. Nikolaus
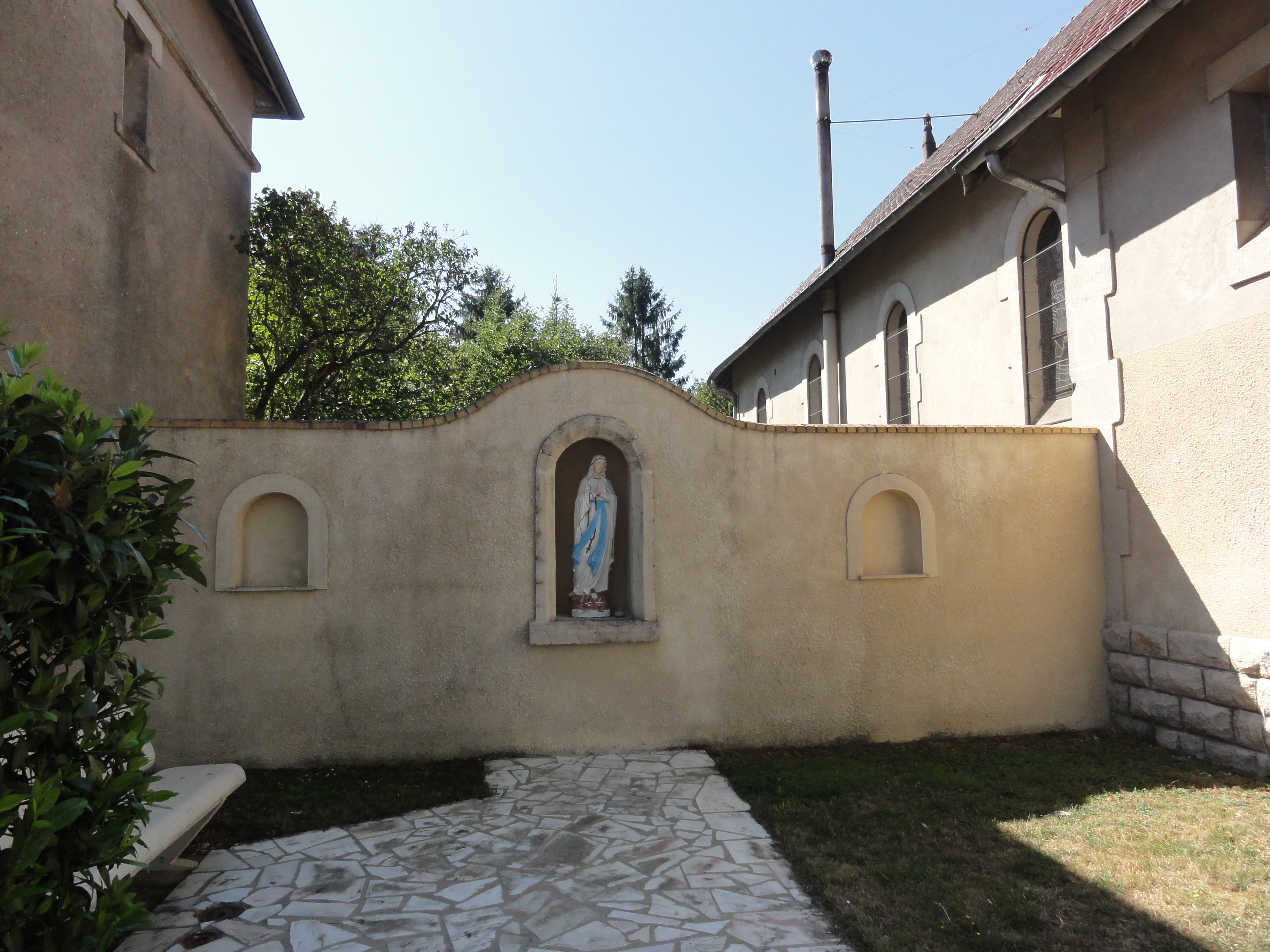
Statue der Heiligen Jungfrau
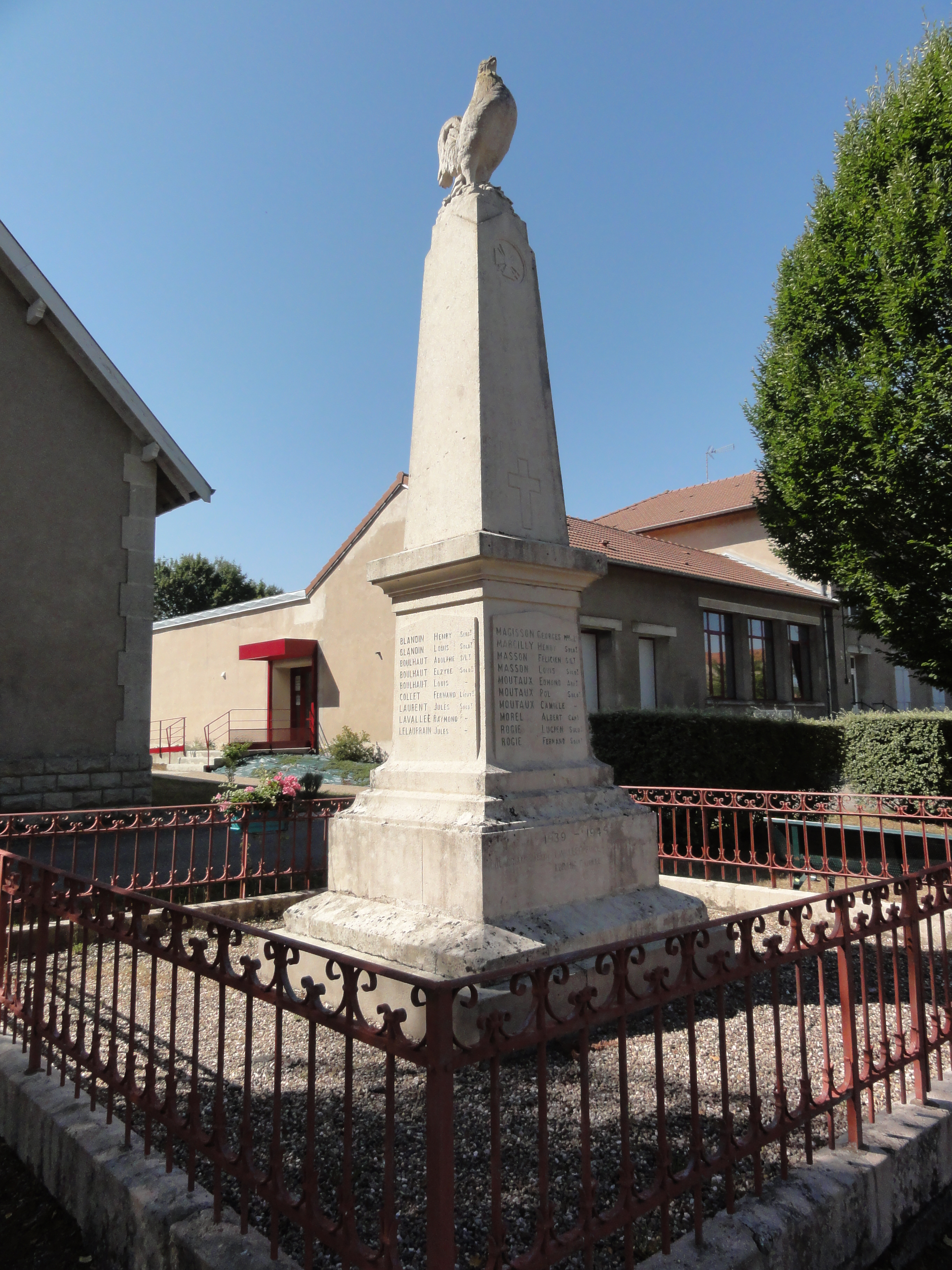
Kriegerdenkmal
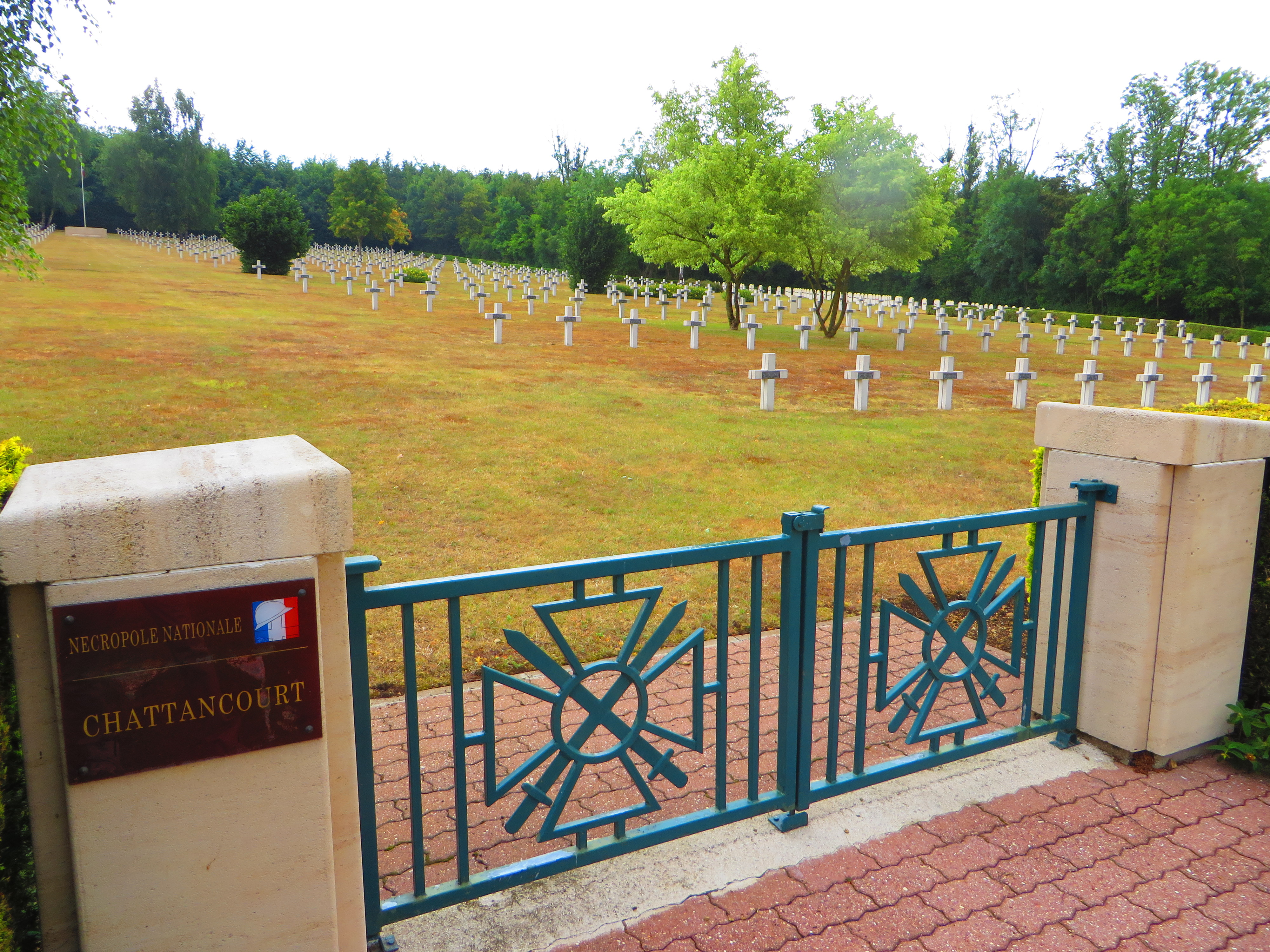
Militärfriedhof